# Deckungsbeitrag
Der Deckungsbeitrag (englisch contribution margin) ist in der Kosten- und Leistungsrechnung die Differenz zwischen den erzielten Erlösen (Umsatz) und den variablen Kosten. Es handelt sich also um den Betrag, der zur Deckung der Fixkosten zur Verfügung steht. Der Deckungsbeitrag kann auf eine Mengeneinheit (db) eines Produkts (Stückgröße), auf die Gesamtmenge (DB) eines Produktes oder auf das ganze Unternehmen bezogen sein.
Streng genommen kann nicht von einer Deckungsbeitragsrechnung gesprochen werden. Es gibt mehrere voneinander abweichende Modelle, die zwar das gleiche Ziel anstreben, dabei aber unterschiedliche Wege verfolgen. Der primäre Zweck der Deckungsbeitragsrechnungen ist die Erfolgsermittlung und sekundär die Angebotskalkulation zur Bildung eines Preises.

## Vorhaben der Deckungsbeitragsrechnung
In der im deutschsprachigen Raum überwiegend verwendeten Vollkostenrechnung wird zwischen direkt einem Kostenträger zurechenbaren Kosten (Einzelkosten) und nicht direkt zurechenbaren Kosten (Gemeinkosten) unterschieden. Die Gemeinkosten werden über Umlageschlüssel auf die Produkte verteilt. Ein typischer Vertreter dieser Methode ist die Zuschlagskalkulation. Die Umlage wird nie perfekt sein, so dass mit zunehmender Umlage immer weniger transparent ist, ob ein Produkt noch kostendeckend produziert oder verkauft werden kann.
An dieser Stelle setzen Überlegungen von alternativen Konzepten ein, aus denen einerseits die Plankostenrechnung und andererseits die Deckungsbeitragsrechnung resultieren.

## Mathematische Zusammenhänge
Der (absolute) Deckungsbeitrag {\displaystyle DB} eines Produkts ergibt sich als Differenz zwischen dem Erlös {\displaystyle E} und den variablen Kosten {\displaystyle K_{\text{v}}} der Periode:
{\displaystyle DB=E-K_{\mathrm {v} }}.
Er gibt an, wie viel alle abgesetzten Mengeneinheiten des Produkts zur Deckung der Fixkosten beitragen.
Der Deckungsbeitrag pro Stück bzw. Mengeneinheit eines Produkts (auch Stückdeckungsbeitrag oder selten Deckungsspanne) ergibt sich aus der Differenz zwischen dem Stückpreis {\displaystyle p} (oder dem Erlös pro Mengeneinheit) und den variablen Stückkosten {\displaystyle k_{\text{v}}}:
{\displaystyle db=p-k_{\mathrm {v} }}.
Er gibt an, wie viel eine einzelne Mengeneinheit bzw. ein Stück eines Produkts zur Deckung der Fixkosten beiträgt. Der absolute Deckungsbeitrag lässt sich aus dem Stückdeckungsbeitrag ermitteln, indem man den Stückdeckungsbeitrag mit der Absatzmenge der Periode multipliziert:
{\displaystyle DB=db\cdot {\text{Menge}}}.

## Relativer Deckungsbeitrag
Der relative Deckungsbeitrag (auch Bruttogewinnsatz) bezieht den Faktorverbrauch mit ein, der zur Generierung des Deckungsbeitrags benötigt wird:
{\displaystyle rDB={\frac {\text{Deckungsbeitrag}}{\text{Produktionsfaktorverbrauch}}}}.
Existiert innerhalb eines Unternehmens ein Engpass für einen Produktionsfaktor und können aus diesem Faktor mehrere Produkte hergestellt werden, so lässt sich mit dem relativen Deckungsbeitrag feststellen, welches Produkt den Faktor am effizientesten ausnutzt und daher produziert werden sollte. Der relative Deckungsbeitrag (hier auch als engpassspezifischer Deckungsbeitrag bezeichnet) gibt die Opportunitätskosten für den Fall an, dass man sich gegen die Herstellung des Produkts entscheidet.
Ein Beispiel ist die Knappheit an Produktionskapazität, wodurch die Zeitspanne, die für die Produktion benötigt wird, als entscheidende Determinante in die Rechnung mit einbezogen wird. In diesem Fall ergibt sich der relative Deckungsbeitrag aus:
{\displaystyle rDB={\frac {\text{Deckungsbeitrag}}{\text{Zeitspanne}}}}.

## Deckungsbeitragsrechnung
Die Deckungsbeitragsrechnung ist ein Verfahren zur Ermittlung des Betriebsergebnisses eines Unternehmens mithilfe der Deckungsbeiträge der hergestellten Produkte. Man unterscheidet die einstufige Deckungsbeitragsrechnung (Direct Costing) sowie die mehrstufige Deckungsbeitragsrechnung (Fixkostendeckungsrechnung). Bei der einstufigen Deckungsbeitragsrechnung werden zunächst die aufsummierten Deckungsbeiträge ermittelt und von diesen dann die kompletten Fixkosten abgezogen.
Die mehrstufige Deckungsbeitragsrechnung versucht, den Fixkostenblock weiter aufzuspalten und die Kosten den verursachenden Unternehmensbereichen zuzurechnen. Wie alle Kostenrechnungsverfahren ist auch die retrospektive Analyse der Deckungsbeitragsrechnung wegen der fehlenden Bindung an den bereits abgelaufenen Prozess ungeeignet, um einen steuernden Eingriff in ein laufendes betriebliches Geschehen zu ermöglichen. So gibt es durchaus Unternehmen, die 5-stufige, teilweise sogar 13- oder noch mehrstufige Deckungsbeitragsrechnungen etabliert haben.

### Beispiel einstufige Deckungsbeitragsrechnung
Beispiel zur detaillierten einstufigen Deckungsbeitragsrechnung:
|                 | Produkt A | %   | Produkt B | %   | Gesamt    | %   |
| --------------- | --------- | --- | --------- | --- | --------- | --- |
| Umsatzerlöse    | 300.000 € | 100 | 500.000 € | 100 | 800.000 € | 100 |
| Variable Kosten | 140.000 € | 47  | 250.000 € | 50  | 390.000 € | 49  |
| Deckungsbeitrag | 160.000 € | 53  | 250.000 € | 50  | 410.000 € | 51  |
| Fixe Kosten     |           |     |           |     | 260.000 € | 32  |
| Ergebnis        |           |     |           |     | 150.000 € | 19  |

Für Produkt A und Produkt B ergibt sich der Deckungsbeitrag {\displaystyle DB} aus:
{\displaystyle DB={\text{Umsatz}}-{\text{variable Kosten}}}.
Ziehen wir vom Deckungsbeitrag die Fixkosten ab, so erhalten wir das Ergebnis.

### Beispiel mehrstufige Deckungsbeitragsrechnung
Beispiel zur mehrstufigen Deckungsbeitragsrechnung für ein Produktionsunternehmen mit zwei Produktgruppen, mehreren Bereichen und Produkten:
|                                  | Unternehmen                      | Unternehmen                      | Unternehmen                      | Unternehmen                       | Unternehmen                       | Total |
|                                  | Bereich I (z. B. Produktlinie 1) | Bereich I (z. B. Produktlinie 1) | Bereich I (z. B. Produktlinie 1) | Bereich II (z. B. Produktlinie 2) | Bereich II (z. B. Produktlinie 2) |       |
|                                  | Gruppe A                         | Gruppe A                         | Gruppe B                         | Gruppe A                          | Gruppe B                          |       |
|                                  | Produkt IAa                      | Produkt IAb                      | Produkt IBa                      | Produkt IIAa                      | Produkt IIBa                      |       |
| Erlös                            | 5000                             | 4000                             | 3000                             | 2000                              | 1000                              | 15000 |
| minus variable Herstellkosten    | 1200                             | 1100                             | 1000                             | 700                               | 600                               | 4600  |
| = Deckungsbeitrag I              | 3800                             | 2900                             | 2000                             | 1300                              | 400                               | 10400 |
| minus Produktfixkosten           | 700                              | 600                              | 500                              | 300                               | 200                               | 2300  |
| = Deckungsbeitrag II             | 3100                             | 2300                             | 1500                             | 1000                              | 200                               | 8100  |
| minus Gruppenfixkosten           | 900                              | 900                              | 600                              | 200                               | 100                               | 1800  |
| = Deckungsbeitrag III            | 4500                             | 4500                             | 900                              | 800                               | 100                               | 6300  |
| minus Bereichsfixkosten          | 3000                             | 3000                             | 3000                             | 1200                              | 1200                              | 4200  |
| = Deckungsbeitrag IV             | 2400                             | 2400                             | 2400                             | -300                              | -300                              | 2100  |
| minus Unternehmensfixkosten      | 1500                             | 1500                             | 1500                             | 1500                              | 1500                              | 1500  |
| = Betriebserfolg (Produkterfolg) | 600                              | 600                              | 600                              | 600                               | 600                               | 600   |

Auch wenn die Tabelle einsichtig erscheint, müssen die folgenden Hinweise für die Praxis beachtet werden. Die Aufteilung in variable und fixe Kosten ist in der Praxis nicht so eindeutig, wie es die Beispiele suggerieren. Es gibt gewisse Kosten, beispielsweise Rüstkosten, die nicht eindeutig zuordenbar sind. Die jeweiligen Daten, beispielsweise die Erlöse, müssen als gesonderte, mit dem Produkt erzielte Erlöse (oder Kosten) ermittelbar sein. Das ist nicht immer gewährleistet und die Grenze der Differenzierung wird durch die Genauigkeit der Datenerfassung begrenzt. Schließlich ist die Zuteilung von Fixkosten zu Gruppen oder Bereichen in einem gewissen Umfang willkürlich, beispielsweise lässt sich nicht genau bestimmen, ob eine Werbung für ein bestimmtes Produkt nicht auch Verkäufe eines anderen Produktes beeinflusst.